# Double Trouble
 Double Trouble és una pel·lícula estatunidenca dirigida per Norman Taurog, estrenada el 1967.

## Argument
Elvis Presley interpreta Guy Lambert, un músic que està de gira per la Gran Bretanya i, quan va cap a Brussel·les, dues boniques dones el segueixen en secret. Una d'elles (Annette Day) és una rica hereva, i l'altra (Ivonne Romain), una dona enigmàtica i seductora. Guy es veurà atrapat en un remolí d'intrigues i misteris que inclouen la desaparició d'unes joies i l'enfrontament amb uns detectius.

## Repartiment
- Elvis Presley: Guy Lambert
- Annette Day: Jill Conway
- John Williams: Gerald Waverly
- Yvonne Romain: Claire Dunham
- Norman Rossington: Arthur Babcock
- Michael Murphy: Morley
- Leon Askin: Inspector de Groote
- Maurice Marsac: Francès